# Göran Therborn
Göran Therborn, född 23 september 1941 i Kalmar, är en svensk professor i sociologi vid universitetet i Cambridge. Han är bland de mest citerade samtida marxistiska sociologerna. Han har flitigt skrivit i tidskrifter som New Left Review och uppmärksammats för behandling av ämnen som faller inom ramverket för sentida Marxuttolkning. Ämnen han skrivit uttömmande om innefattar sambandet mellan samhällets klasstruktur och hur statsapparaten fungerar, hur ideologi formas hos enskilda, och den marxistiska traditionens framtid. Therborn tilldelades det svenska Leninpriset 2019.

## Utbildningsbana och undervisning
Göran Therborn disputerade för filosofie doktorsgrad vid Lunds universitet 1974. Därefter har han varit professor i statskunskap i Nederländerna och är sedan 2006 professor i sociologi vid universitetet i Cambridge. Han har därutöver undervisat på många ställen i världen kortare perioder.

## Verk
I sin bok The Ideology of Power and the Power of Ideology utgår Therborn från Althussers skrifter om ideologibildning. Han utvecklar ett schema för ideologier och skissar upp hur ideologier formas ur ett postmarxistiskt perspektiv. 
From Marxism to Post Marxism? (2008), försöker på ett relativt litet utrymme förmedla en sammanfattande historia om den marxistiska teorins utveckling under 2000-talet.
The Killing Fields of Inequality (2013, i översättning Ojämlikhet dödar 2016) utreder den utveckling som ökar skillnaderna i livslängd och livskvalité mellan olika grupper i samhället.
Mellan 2017 och 2018 ledde Göran Therborn utredningen Klass i Sverige, initierad av tankesmedjan Katalys. Utredningen resulterade i 20 rapporter skrivna av olika författare, och en bok, Kapitalet, överheten och alla vi andra (2018), skriven av Therborn själv.